# Dick Triptow
Richard Floyd Triptow, detto Dick (Chicago, 3 novembre 1922 – Lake Forest, 20 febbraio 2015), è stato un cestista e allenatore di pallacanestro statunitense, professionista nella NBL, nella BAA e nella NBA.

## Palmarès
- Campione NBL (1947)
- All-NBL Second Team (1945)